# Hiller VZ-1 Pawnee
Hiller VZ-1 Pawnee (позначення армії США; раннє армійське позначення: HO-1) — унікальний роторний літак із вертикальним зльотом, з використанням для підйому вентиляторів, що обертаються протилежно, розташованих усередині платформи, польотом якої пілот керував, переміщаючи вагу тіла в певному напрямку. Розроблена, починаючи з 1953 року, за контрактом Управління військово-морських досліджень (ONR) з Hiller Aircraft, платформа успішно літала від 1955 року.

## Конструкція і розробка
Початкову концепцію розробив Чарльз Х. Циммерман наприкінці 1940-х років. Далі ідею розвивали Hiller Aircraft та De Lackner Company. Було дві основні моделі: модель ONR 1031-A-1 і дещо більша VZ-1 Pawnee, виготовлена 1956 року для армії США. Було створено три прототипи кожної моделі, але жоден з варіантів не було запущено у виробництво.
Менша модель ONR мала два поршневі двигуни Nelson H-59 потужністю 44 к. с. (33 кВт), з’єднані з гвинтами за допомогою модифікованої вертолітної трансмісії, створеної Industrial Power Division компанії Hall-Scott. Більша модель Pawnee мала три таких двигуни і мала розширену площу повітроводу. «Кінестетичне керуваня» Pawnee було неефективним, тому оператор сидів на платформі і керував польотом за допомогою звичайних елементів керування вертольотом.

## Випробування та оцінка
Завдяки аеродинаміці каналу, в якому оберталися гвинти, платформа була динамічно стабільною, навіть попри те, що пілот і центр ваги платформи були досить високо. Під час випробувань прототипи добре літали, але армія США визнала їх непрактичними, як бойові машини, оскільки вони були невеликими, мали обмежену швидкість і ледь злітали над землею.
Відомо, що два з шести прототипів збереглися; обидва є моделями ONR 1031-A-1. Один збергіається в Музеї авіації Гіллера в Сан-Карлосі (штат Каліфорнія), інший – у Центрі Удвара-Газі Національного музею авіації та космосу в Шантіллі (штат Вірджинія). Останню платформу раніше позичав Музей авіації та космосу Піма. Копію платформи 1031 виставлено в Музеї авіації та космосу Evergreen.

## Галерея

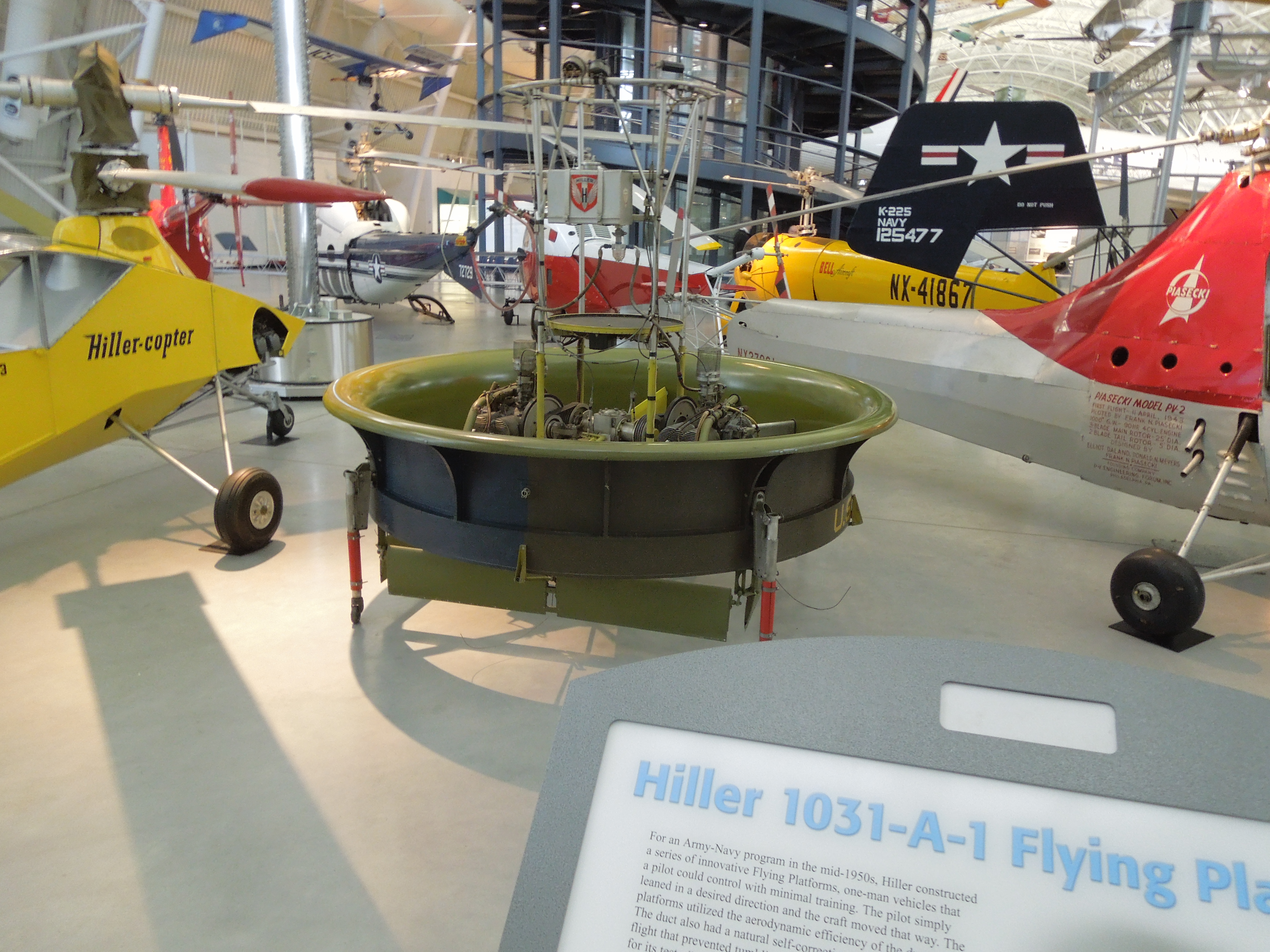
Hiller 1031-A-1 у центрі Удвара-Газі
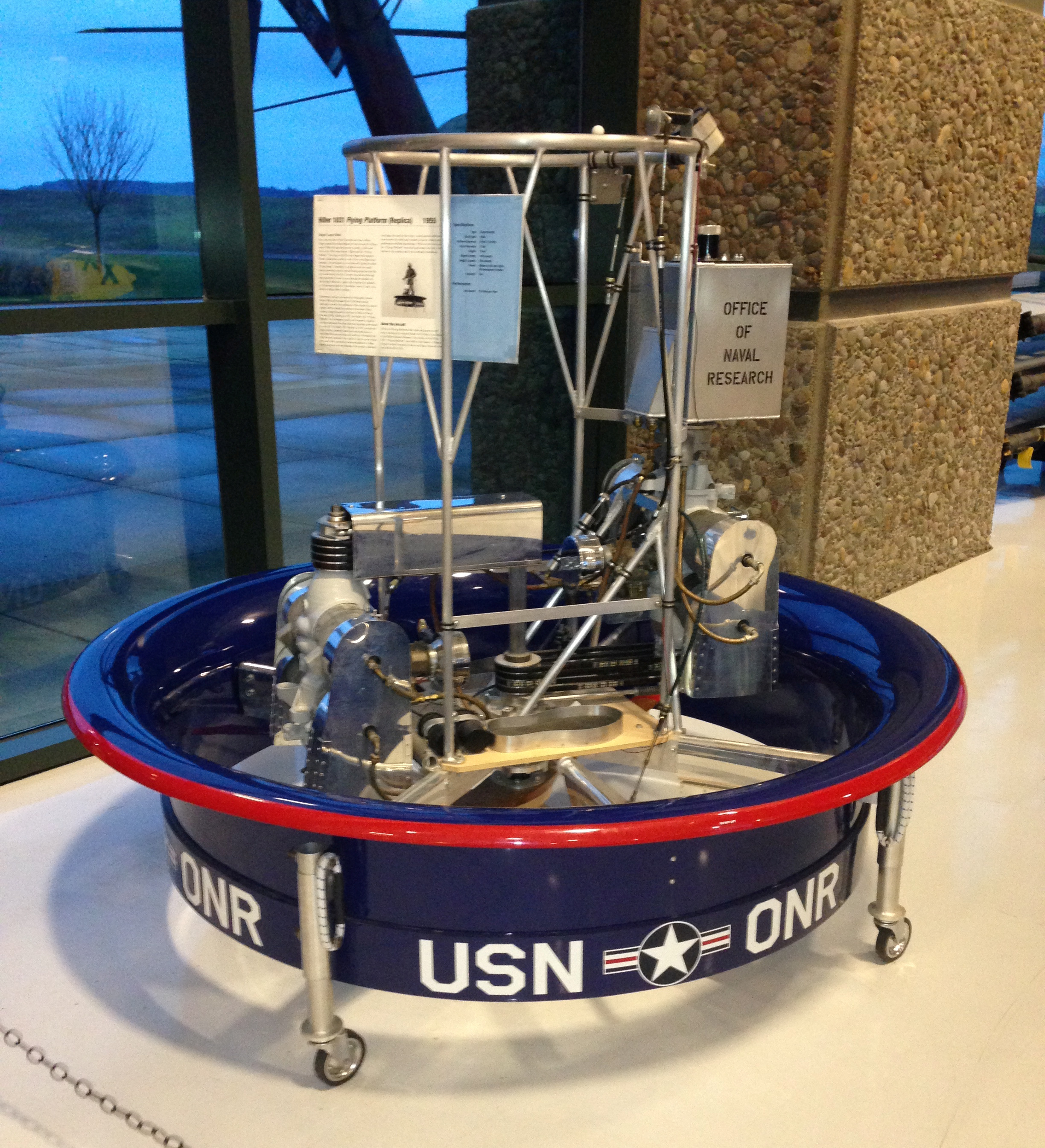
Копія літаючої платформи Hiller 1031, побудована Кеном Спенсом із Бенда (Орегон) у 2006 році
- Плакат із описом копії Hiller 1031 на виставці в Музеї авіації Evergreen

## Технічні характеристики (модель 1031-A-1)
Загальні характеристики
- Екіпаж: 1
- Вантажопідйомність: 84 кг
- Висота: 2,1 м (6 фут 11 дюйм)
- Порожня вага: 168 кг (370 фунт)
- Повна вага: 252 кг (556 фунт)
- Силова установка: 3 × Nelson H-59 4-циліндрові горизонтально-поршневі двигуни з повітряним охолодженням, 2,1 м (6 фут 11 дюйм) diameter

Льотні характеристики
- Максимальна швидкість: 26 км/год (16 миля/год; 14 вуз)
- Практична стеля: 10 м (33 фут)